# Aeroportul Municipal Green River
Aeroportul Municipal Green River (IATA: RVR, FAA LID: U34) este un aeroport din Utah, Statele Unite ale Americii ce deservește zona Green River. A fost numit după zona deservită.
Situat la o altitudine de 1.288 m, aeroportul dispune de 1 pistă.

## Infrastructură

### Piste
Aeroportul dispune de o singură pistă. Pista 13/31 are suprafața de asfalt și dimensiunile 5.600 picioare × 75 picioare. 